# 40459 Ректорис
40459 Ректорис (40459 Rektorys) — астероїд головного поясу, відкритий 14 вересня 1999 року.
Тіссеранів параметр щодо Юпітера — 3,315.
Назва на честь чеського математика Карела Ректориса.